# Neil Gorsuch
Neil McGill Gorsuch, né le 29 août 1967 à Denver, est un juriste, avocat et juge américain. Nommé juge fédéral à la cour d'appel des États-Unis pour le dixième circuit par le président George W. Bush en 2006, il devient juge assesseur de la Cour suprême le 10 avril 2017, sur proposition du président Donald Trump.

## Formation
Neil Gorsuch est d'abord diplômé de l'université Columbia où il obtient un Bachelor of Arts en 1988, puis il poursuit à l'université Harvard, d'où il sort en 1991 titulaire d'un diplôme de Juris Doctor (docteur en droit). En 2004, il complète ce parcours en obtenant le titre de doctorat universitaire (Ph.D.) à Oxford.

## Carrière
Gorsuch travaille comme assistant du juge fédéral David B. Sentelle à la cour d'appel pour le circuit du district de Columbia, puis aux côtés des juges de la Cour suprême Byron White et Anthony Kennedy, en 1993 et 1994. Il travaille ensuite pendant dix ans, de 1995 à 2005, comme avocat d'affaires dans un cabinet juridique de Washington, D.C..
De 2005 à 2006, il devient le premier adjoint du procureur général associé des États-Unis, Robert McCallum.
En 2006, le président George W. Bush le nomme au poste de juge fédéral à la cour d'appel pour le dixième circuit, et le Sénat confirme cette nomination peu de temps après, à l'unanimité des votants,. Il écrit cette même année The Future of Assisted Suicide and Euthanasia qui porterait la marque de plagiats.
Il est pressenti en 2017 au poste de juge à la Cour suprême au même titre, notamment, que William H. Pryor ou Thomas Hardiman. L'American Bar Association lui accorde à l'unanimité sa meilleure note (« bien qualifié »). Le 31 janvier 2017, le président Donald Trump annonce sa nomination. Devant l'opposition de la minorité démocrate au Sénat, en ayant des réserves sur Gorsuch et en dénonçant le traitement de Merrick Garland, les républicains abaissent de 60 à 50 le nombre minimal de voix requis pour que cette nomination prenne effet et ne soit donc pas obstruée : Gorsuch voit ainsi sa nomination confirmée le 7 avril 2017 par le Sénat par 54 voix contre 45. Elle est la plus faible majorité obtenue depuis la nomination du juge Clarence Thomas en 1991. Il prête serment et entre en fonction le 10 avril 2017.
Après sa nomination à la Cour suprême, il valide plusieurs décisions de l'administration républicaine sur l'immigration, refuse les ultimes recours de condamnés à mort, et permet à un pâtissier de refuser de vendre à un couple d'hommes au nom de ses convictions religieuses. Mais le 16 juin 2020, il contribue à faire interdire les discriminations fondées sur l'orientation sexuelle ou l’identité de genre, en étant l'auteur de l'arrêt Bostock v. Clayton County, Georgia,. En 2024, il publie un livre, Over Ruled, qui dénonce l'inflation législative et les trop nombreuses régulations que subissent les Américains.

## Vie familiale
Neil Gorsuch est marié ; sa femme et lui ont deux enfants.